# Головатый, Ферапонт Петрович

Ф. П. Головатый и Б. Н. Еремин у истребителя Як-3, май 1944 года

Ферапо́нт Петро́вич Голова́тый (24 мая [5 июня] 1890, Сербиновка, Полтавская губерния — 25 июля 1951, с. Степное, Ново-Покровский район, Саратовская область) — советский крестьянин-колхозник, один из инициаторов всенародного патриотического движения по сбору средств в фонд Красной Армии в период Великой Отечественной войны. Внёс сбережения на постройку двух самолётов-истребителей. Герой Социалистического Труда (1948). Член ВКП(б) с 1944 года.

## Биография
Ферапонт Головатый родился в селе Сербиновка. Подростком вместе с братом Василием работал в Киеве сначала кузнецом, потом на железной дороге.
С 1910 года — в царской армии, в лейб-гвардии кирасирском Его Величества полку, охранявшем царскую семью. В августе 1914 года — участник Первой мировой войны в составе пулемётной команды, награждён Георгиевскими крестами 2-й, 3-й и 4-й степеней.
После Великой Октябрьской Социалистической революции входил в полковой комитет. Участвовал в Гражданской войне, был командиром эскадрона в 1-й Конной армии.
Весной 1921 года Головатый вернулся к мирной жизни, работал пчеловодом на хуторе Степной Ново-Покровского района. В 1930 году вступил в колхоз, избирался председателем сельсовета, ко второй половине 30-х годов в хозяйстве было две коровы и 22 улья. В 1937 году едва не был сослан в Сибирь: по одной из версий, как солдат полка, охранявшего императора, имеющего наградные часы от императора и т. д., но проблема решилась после аудиенции у Михаила Ивановича Калинина, по другой — изба Головатого (находящаяся на окраине села) помешала окультуривать прилегающие сельхозугодья, ему предложили выселиться из старого дома, но новый дом взамен не дали. Головатый отказался переселяться, был арестован, провёл 10 месяцев в одиночной камере, после чего благополучно вернулся в село.
С началом Великой Отечественной войны двое сыновей Головатого (старший — Степан и младший — Николай) и три зятя ушли на фронт, в доме остались 9 внуков (старшему было девять лет, младшему — два года).
В декабре 1942 Головатый повёз бидоны с мёдом за 200 километров от хутора Степной, на городской рынок Саратова, где для него соорудили отдельную палатку. За несколько дней Ферапонт Петрович собрал мешок денег (мёд был очень дорогой — 1 кг стоил 500—900 руб., а в тот год Ферапонт Головатый собрал 200 кг мёда), после чего пришёл к директору Саратовского авиазавода Израилю Соломоновичу Левину с просьбой продать ему истребитель, оцененный им в 100 тысяч рублей. Левин позвонил в Москву, в Военный Совет военно-воздушных сил Красной Армии, где получил разрешение на продажу: «Военный Совет ВВС сердечно благодарит Ф. П. Головатого за его патриотический почин. Деньги просим внести в госбанк, в фонд обороны. Копию квитанции вручить военпреду завода, выделить один из облётанных самолётов Як-1, написав на фюзеляже то, что просит колхозник».
«Всё, что я своим честным трудом заработал в колхозе, — писал он в телеграмме на имя Сталина, — отдаю это в фонд Красной Армии… Пусть моя боевая машина громит немецких захватчиков, пусть она несёт смерть тем, кто издевается над нашими братьями, невинными советскими людьми. Сотни эскадрилий боевых самолётов, построенные на личные сбережения колхозников, помогут нашей Красной Армии быстрее очистить нашу священную землю от немецких захватчиков».
В январе 1943 года самолёт Як-1 с дарственной надписью на борту «Летчику Сталинградского фронта, гвардии майору Ерёмину от колхозника колхоза „Стахановец“ тов. Головатого» был передан саратовцу майору Б. Н. Ерёмину (впоследствии генерал-лейтенант авиации, Герой Советского Союза). Самолёт прошёл боевой путь от Сталинграда до Крыма, ни разу не был сбит, однако после освобождения Севастополя, в марте 1944-го комиссия обследовала техническое состояние истребителя и признала его негодным к полётам как выработавшим ресурс. Самолёт был списан, но не утилизирован, а погружен на платформу и отправлен в Саратов — сначала он был выставлен на площадь для всеобщего обозрения, а потом в направлен в областной музей краеведения.
На семейном совете было принято решение купить ещё один истребитель, такая же сумма — 100 тысяч рублей — была собрана всей семьёй, соседями и родственниками. В мае 1944-го новый истребитель Як-3 был передан вновь майору Борису Ерёмину, прилетевшему с фронта в Саратов. На фюзеляже красовалась надпись: «От Ферапонта Петровича Головатого 2й самолет на окончательный разгром врага». Як-3, как и предыдущий самолёт, ни разу не пострадал в воздушных боях, Еремин воевал на нём вплоть до дня Победы, который встретил в Праге 9 мая.
В 1944 году вступил в ВКП(б)/КПСС.
С 1946 года — председатель колхоза «Стахановец» (Саратовской области), который после смерти Ф. П. Головатого стал носить его имя. Депутат ВС СССР 2—3-го созывов (с 1946 года).
Указом Президиума Верховного Совета СССР от 26 марта 1948 года «в соответствии с Указом Президиума Верховного Совета СССР от 29 марта 1947 года, за получение высоких урожаев пшеницы при выполнении колхозом обязательных поставок и натурасчетов за работу МТС в 1947 году и обеспечение семенами зерновых культур для посевной 1948 года» Головатому Ферапонту Петровичу присвоено звание Героя Социалистического Труда с вручением ордена Ленина и золотой медали «Серп и Молот».
Ф. П. Головатый умер 25 июля 1951 года в селе Степное Ново-Покровского района (ныне - Калининского района) Саратовской области. Похоронен там же.

## Самолёты

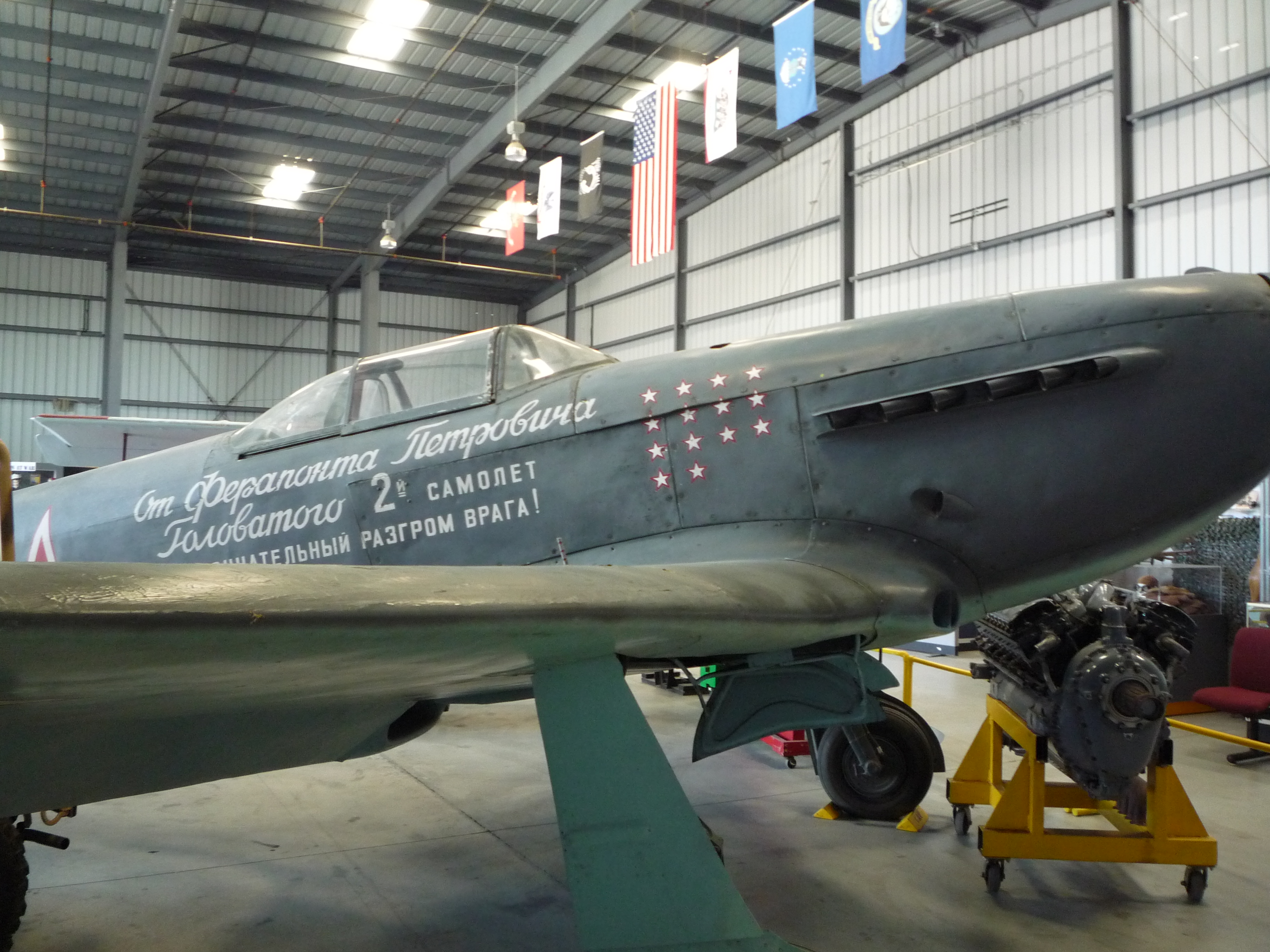
Второй самолёт, построенный на деньги Ферапонта Петровича, в начале 90-х годов вывезли в Калифорнию для участия в авиашоу частного музея Санта-Моники, в котором он «застрял» больше чем на 20 лет.

Первый самолёт, построенный на средства Головатого, находится в экспозиционно-выставочном павильоне Саратовского государственного музея боевой славы, расположенном в Парке Победы на Соколовой горе.
Второй самолёт долгое время хранился в Доме авиации в Москве, а в 1991 году ОКБ им. А. С. Яковлева заключило контракт с американской музейной фирмой «Ганнел» на отправку партии самолётов Як-3 в Калифорнийский музей. Более 20 лет Як-3 находился в музее Санта-Моники. Б. Н. Ерёмин долгое время обращался в различные инстанции с просьбой вернуть самолёт на Родину. В декабре 2014 года самолёт был возвращён. По состоянию на начало мая 2015 года истребитель в разобранном виде находится в музее Вадима Задорожного в Подмосковье. Самолету требуется длительная реставрация, после чего он займет место в саратовском Музее боевой славы, рядом с ЯК-1, первым истребителем Головатого.

## Награды
- Георгиевские кресты 2-й, 3-й и 4-й степени[1]
- Герой Социалистического Труда (26.3.1948)
- орден Ленина (26.3.1948)

## Память

Стела «Саратов — город трудовой доблести»

- 2 июля 2022 года торжественно открыта Стела «Саратов — город трудовой доблести» в Заводском сквере Саратова на углу улицы Орджоникидзе и проспекта Энтузиастов.[8] На восточной стороне стелы в металле увековечена фотография самолёта Головатого Ф. П. и лётчика Ерёмина Б. Н..